# Amanita franchetii
Amanita franchetii es una especie de hongo basidiomiceto venenoso del género Amanita, de la familia Amanitaceae. Esta especie de hongo, fue descrita por el micólogo suizo Victor Fayod y lo nombró en honor del micólogo francés Adrien René Franchet en el año 1889. Estos hongos se encuentran diseminados en Europa, norte de África y en América del Norte